# Аморото
Аморото (баск. Amoroto, ісп. Amoroto) — муніципалітет в Іспанії, у складі автономної спільноти Країна Басків, у провінції Біская. Населення — 408 осіб (2009).
Муніципалітет розташований на відстані близько 340 км на північ від Мадрида, 35 км на схід від Більбао.
На території муніципалітету розташовані такі населені пункти: (дані про населення за 2009 рік)
- Елейсальде: 176 осіб
- Одіага: 80 осіб
- Угаран: 74 особи
- Уррутія: 78 осіб

## Демографія
Динаміка населення (INE ):

## Галерея зображень

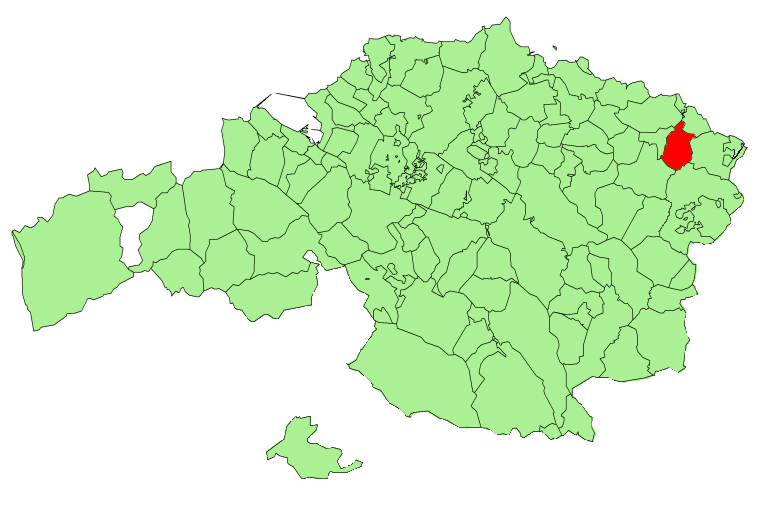
Розташування муніципалітету